# گوریاخ
گوریاخ (به آلمانی: Göriach) یک منطقهٔ مسکونی در اتریش است که در ناحیه تامسوگ واقع شده است. گوریاخ ۴۴ کیلومتر مربع مساحت دارد ۱٬۱۸۰ متر بالاتر از سطح دریا واقع شده است.
گوریاخ یکی از ۱۵ شهر در منطقه تامسوگ در لانگائو، ایالت زالتسبورگ اتریش است که ۳۴۵ نفر جمعیت دارد (طبق آمار ۱ ژانویه ۲۰۲۳) و از سال ۲۰۲۱ بخشی از طرح «روستاهای کوهنوردی» انجمن کوهنوردی اتریش (ÖAV) است.

## جغرافیا
گوریاخ حدود شش کیلومتری شمال غربی شهر تامسوگ، مرکز منطقه، و حدود ۸۰ کیلومتری جنوب شرقی شهر سالزبورگ، مرکز ایالت، واقع شده است. این شهر در دره گوریاخ، در ضلع جنوبی کوه‌های اشلادمینگر تاورن قرار دارد و رودخانه گوریاخ از آن می‌گذرد.
منطقه گوریاخ شامل قله‌های متعددی با ارتفاع بیش از ۲۵۰۰ متر از سطح دریا است که بلندترین آنها هوخگلینگ با ارتفاع ۲۸۶۲ متر است. از دیگر قله‌های برجسته می‌توان به هوخِک (۲۶۳۸ متر) و کاسِرِک (۲۷۴۰ متر) اشاره کرد. پست‌ترین نقطه گوریاخ با ارتفاع تقریبی ۱۱۰۰ متر از سطح دریا در جنوب قرار دارد، جایی که رودخانه گوریاخ از منطقه خارج می‌شود.

## تاریخچه
اولین اشاره مستند به گوریاخ به سال ۱۱۳۵ برمی‌گردد، زمانی که اسقف اعظم کنراد اول از سالزبورگ، مناطق دهک (Zehentgebiete) را به صومعه آدمونت تأیید کرد. نام گوریاخ ریشه اسلاوی دارد و به معنای «نزدیک کوه‌نشینان» است.
حدود سال ۱۲۰۰، گوریاخ حق قضاوت پایین‌تر و شهری را دریافت کرد.
کلیسای ساخته شده در سال ۱۹۷۳ به سنت برادر کلاوس فلوه‌ای اختصاص داده شده است.

## شهرهای همسایه
گوریاخ در شمال با شهر اشلادمینگ، که در منطقه لیتسن در ایالت اشتایرمارک قرار دارد، هم‌مرز است. گوریاخ توسط رشته‌کوه اصلی آلپ که در اینجا توسط اشلادمینگر تاورن تشکیل شده است، از آن جدا می‌شود. شهرهای همسایه در غرب ماریافار و در شرق لِساخ هستند. مرز با هر دو شهر توسط مرز طبیعی دره گوریاخ تشکیل می‌شود. در جنوب، جایی که دره به سمت لانگائوئر تاوراخ باز می‌شود، گوریاخ با زانکت آندره ایم لانگائو هم‌مرز است.